# 11945 Amsterdam
11945 Amsterdam è un asteroide della fascia principale. Scoperto nel 1993, presenta un'orbita caratterizzata da un semiasse maggiore pari a 3,0373980 UA e da un'eccentricità di 0,1273973, inclinata di 10,42942° rispetto all'eclittica.